# Florina

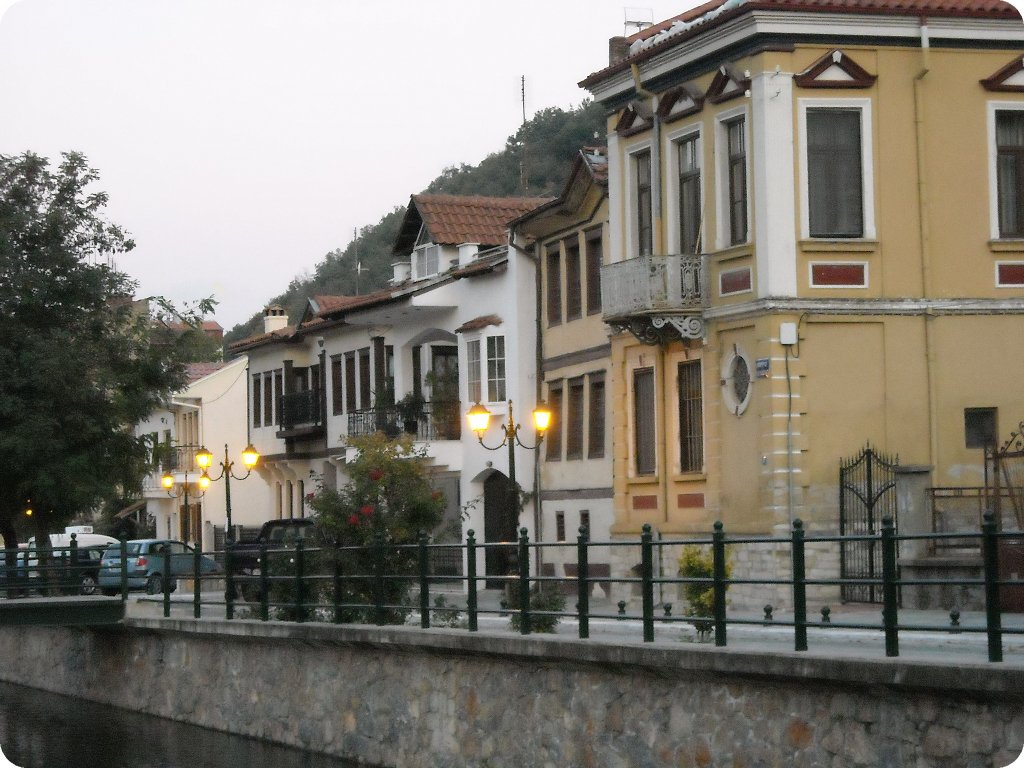
Case neoclassiche a Florina

Florina (in greco Φλώρινα?, in albanese Follorinë, in macedone Лерин?, Lerin), è un comune della Grecia situato nella periferia della Macedonia occidentale (unità periferica di Florina) con 33 588 abitanti secondo i dati del censimento 2001.
A seguito della riforma amministrativa detta Programma Callicrate in vigore dal gennaio 2011 che ha abolito le prefetture e accorpato numerosi comuni, la superficie del comune è ora di 820 km² e la popolazione è passata da 16 771 a 33 588 abitanti.
La città di Florina è situata al confine con l'Albania e la Macedonia del Nord e si trova a circa 160 chilometri da Salonicco, da cui è raggiungibile via treno o bus.
Florina ha fatto da sfondo al film Il volo (1986), interpretato da Marcello Mastroianni e diretto da Theo Angelopoulos ed è il luogo in cui è scomparso Gian Maria Volonté a seguito di un infarto durante le riprese del film Lo sguardo di Ulisse (1994).